# Галимзянова, Диана Рустемовна
Диана Рустемовна Галимзянова (род. 15 октября 1986, Уфа) — российская художница, режиссёр и сценарист.
Работы Галимзяновой получили ряд наград. В своих фильмах Диана Галимзянова выступает сценаристом, режиссёром, монтажером и продюсером. Снимает в жанре хоррор. Сооснователь некоммерческой художественной площадки — галереи «Бомба».

## Биография
Родилась в городе Уфа. Училась в Московском государственном университете имени М. В. Ломоносова (2006—2008). Занимается видео-артом и перформансом. Основные темы, которые поднимает в своих работах Диана Галимзянова: экология, социальное отчуждение. Как режиссёр начала работать в 2014 году, сняв свой первый короткий метр — «28 февраля». Фильм посвящен девушке, которая победила рак и пытается вернуться к нормальной жизни, его показывали на 20 фестивалях в 15 странах. Свой первый полный метр — «Самая светлая тьма» — черно-белый фильм в стиле нуар, Галимзянова сняла в 2017 году. Лента получила несколько зарубежных премий. В некоторых СМИ его называют первым российским фильмом-нуаром, снятым женщиной.
В 2022 году вышел её второй полнометражный фильм — экспериментальная трэш-комедия «План 9 с „Алиэкспресса“». В фильме, снятом практически без бюджета, было задействовано большое количество людей — более 80 человек. По сути это хэппенинг, документальным свидетельством которого стало игровое кино. С 2023 года снимает кино с использованием нейросетей. Ее первый подобный фильм — «Любовник леди Гриб» — победил в номинации «Лучший нейросетевой фильм» на XI Международном кинофестивале «Дни короткометражного кино» в Москве.
С 2020 года — сокуратор независимой художественной площадки (вместе с Натальей Тимофеевой, Александром Баталовым и Таней Сушенковой) — галереи «Бомба», расположенной в бывшем бомбоубежище на территории ЦТИ Фабрика. Помимо выставок в «Бомбе» действует на регулярной основе видеоклуб, инициированный Дианой Галимзяновой.

## Избранная фильмография
- 2024 — «Любовник леди Гриб» (короткометражка)[15].
- 2022 — «План 9 с „Алиэкспресса“»[16][17][18].
- 2020 — «Murder Girl. Правдивая история» (короткометражка)[19].
- 2018 — «Совершенная жизнь совершенной пары в совершенном доме: Сезон 42» (короткометражка).
- 2017 — «Самая светлая тьма»[20].
- 2016 — «Minotauress» (короткометражка)[21].
- 2015 — «Воображаемый враг» (короткометражка).
- 2014 — «28-е февраля» (короткометражка).

## Награды и номинации (выборочно)
- 2024 — «Любовник леди Гриб» — победа в номинации «Лучший нейросетевой фильм», XI Международный кинофестиваль «Дни короткометражного кино», Москва, Россия[22].
- 2024 — «Из-за тебя я превращаюсь в чудовище» — номинация «Лучший анимационный короткометражный фильм», Chicago Horror Film Festival, США.
- 2023 — «План 9 с „Алиэкспресса“» — лучший режиссер, Melbourne Underground Film Festival, Мельбурн, Австралия.
- 2022 — фильм «Murder Girl. Правдивая История» — награда за лучшую интерпретацию на фестивале On Vous Ment за, Франция.
- 2020 — фильм «Murder Girl. Правдивая История» — лучший иностранный короткометражный фильм, фестиваль фильмов ужасов Phoenix FearCON, США[23].
- 2019 — «Самая светлая тьма» — лучший драматический фильм на фестивале «The Highway 61 Film Festival», Пайн-Сити, Миннесота, США.
- 2018 — «Самая светлая тьма» — лучший фильм-нуар Los Angeles Film Awards, США.
- 2018 — «Самая светлая тьма» — победа в номинации «Лучшая операторская работа», Las Cruces International Film Festival, США[24].
- 2017 — фильм «Минотавр» —- номинация «Лучший международный фильм», Brightside Tavern Film Festival, Джерси-Сити, США.
- 2016 — сценарий «Фанатка» — номинация «Лучший неспродюсированный сценарий», Crimson Screen Horror Film Fest, США.
- 2016 — фильм «28-е февраля» — номинация «Лучший короткометражный фильм», Universal Film Festival, США.
- 2015 — фильм «28-е февраля» — специальный приз жюри Festigious International Film Festival, США.
- 2014 — фильм «28-е февраля» — номинация на премию «Alice Guy Blache Female Filmmaker Award», Golden Door International Film Festival, США.

## Персональные выставки
- 2023 — «На долгую память». Арт-пространство «К320», Москва, Россия.
- 2022 — «Снятся ли мертвому Ктулху электроовцы?». Галерея «White Tube», ЦТИ Фабрика. Москва, Россия[25].
- 2022 — «Выставка про коряги». Галерея «Бомба», ЦТИ Фабрика. Москва, Россия.
- 2021 — «No Future». Галерея «Бомба», ЦТИ Фабрика. Москва, Россия.

## Перформансы (выборочно)
- 2024 — «Өрәк». В рамках выставки «Раскопки», галерея ARBUZZ, Москва, Россия[26].
- 2024 — «Петля Хроноса». Московский Музей Современного Искусства, Москва, Россия.
- 2023 — «Девочка встречает НТО. Финальный перформанс». ГЭС-2, Москва, Россия.
- 2023 — «Необыкновенные приключения акул в Акулово». Творческий фестиваль «Бабье лето» в поселке Акулово, Москва, Россия.
- 2022 — «Я не говорю по-татарски». ЦСИ «Винзавод», Москва, Россия.
- 2022 — «Жертвоприношение Кетцалькоатлю». В рамках проекта «Шестое вымирание. Животные», галерея «Бомба», Москва, Россия.

## Избранные групповые выставки
- 2022 — «Рвется там, где тонко», InArt Gallery, ЦСИ Винзавод. Москва, Россия.
- 2021 — Blazar Young Art Fair, Музей Москвы. Москва, Россия.
- 2021 — «Формы художественной жизни. Conflict Check», Московский музей современного искусства. Москва, Россия[27].
- 2021 — «Альтерглобализм», галерея Беляево, Москва, Россия[28].
- 2020 — «ТемператYRA 2.0», галерея «Электрозавод». Москва, Россия[29].
- 2019 — «Точки сборки», параллельная программа 8-й Московской международной биеннале современного искусства. Галерея «На Песчаной», Москва, Россия.
- 2019 — «Мастерская 20’19. Дисморфофобия, или война внутри тебя», Московский музей современного искусства. Москва, Россия[30].
- 2018 — «Recollection», Union Street Gallery, Чикаго, США.
- 2018 — Международный фестиваль цифровых искусств и новых медиа Греции, Афины, Греция.
- 2017 — «Черно-белое Здесь», галерея «Здесь на Таганке». Москва, Россия[31].